# Roy Hinson
Roy Manus Hinson jr. (Trenton, 2 maggio 1961) è un ex cestista statunitense, professionista nella NBA.

## Carriera
È stato selezionato dai Cleveland Cavaliers al primo giro del Draft NBA 1983 (20ª scelta assoluta).
Con gli Stati Uniti ha disputato le Universiadi di Bucarest 1981.

## Statistiche

### NBA

#### Regular Season
| Anno      | Squadra             | PG  | PT  | MP   | TC%  | 3P% | TL%  | RP  | AP  | PRP | SP  | PP   |
| --------- | ------------------- | --- | --- | ---- | ---- | --- | ---- | --- | --- | --- | --- | ---- |
| 1983-1984 | Cleveland Cavaliers | 80  | 61  | 23,2 | 49,6 | -   | 59,0 | 6,2 | 0,9 | 0,4 | 1,8 | 5,5  |
| 1984-1985 | Cleveland Cavaliers | 76  | 75  | 30,8 | 50,3 | 0,0 | 72,1 | 7,8 | 0,9 | 0,7 | 2,3 | 15,8 |
| 1985-1986 | Cleveland Cavaliers | 82  | 82  | 34,6 | 53,2 | 0,0 | 71,9 | 7,8 | 1,2 | 0,8 | 1,4 | 19,6 |
| 1986-1987 | Philadelphia 76ers  | 76  | 58  | 32,8 | 47,8 | 0,0 | 75,8 | 6,4 | 0,8 | 0,6 | 2,1 | 13,9 |
| 1987-1988 | Philadelphia 76ers  | 29  | 10  | 29,1 | 45,2 | 0,0 | 71,8 | 5,8 | 0,9 | 0,8 | 2,3 | 11,6 |
| 1987-1988 | N.J. Nets           | 48  | 47  | 36,4 | 50,2 | 0,0 | 80,6 | 7,3 | 1,5 | 0,9 | 1,5 | 17,6 |
| 1988-1989 | N.J. Nets           | 82  | 39  | 31,0 | 48,2 | 0,0 | 75,7 | 6,4 | 0,9 | 0,4 | 1,5 | 16,0 |
| 1989-1990 | N.J. Nets           | 25  | 19  | 31,7 | 50,7 | -   | 86,9 | 6,9 | 0,9 | 0,6 | 1,1 | 15,0 |
| 1990-1991 | N.J. Nets           | 9   | 0   | 10,1 | 51,3 | -   | 33,3 | 2,1 | 0,4 | 0,0 | 0,3 | 4,6  |
| Carriera  | Carriera            | 507 | 391 | 30,7 | 49,9 | 0,0 | 74,1 | 6,8 | 1,0 | 0,6 | 1,7 | 14,2 |

#### Playoffs
| Anno     | Squadra             | PG | PT | MP   | TC%  | 3P% | TL%  | RP  | AP  | PRP | SP  | PP   |
| -------- | ------------------- | -- | -- | ---- | ---- | --- | ---- | --- | --- | --- | --- | ---- |
| 1985     | Cleveland Cavaliers | 4  | 4  | 30,0 | 54,2 | -   | 65,2 | 7,5 | 0,8 | 0,8 | 2,3 | 16,8 |
| 1987     | Philadelphia 76ers  | 5  | 0  | 31,8 | 59,6 | -   | 63,2 | 4,6 | 0,6 | 0,8 | 2,0 | 17,2 |
| Carriera | Carriera            | 9  | 4  | 31,0 | 57,0 | -   | 63,9 | 5,9 | 0,7 | 0,8 | 2,1 | 17,0 |